# Ilham Aliyev
Ilham Heidar oglu Aliyev (azeră İlham Heydər oğlu Əliyev; n. 24 decembrie 1961, Bakı, Republica Sovietică Socialistă Azerbaidjană) este cel de-al patrulea și actualul Președinte al Azerbaidjanului, fiind în funcție din 2003. De asemenea, el este președinte al partidului „Noul Azerbaidjan” și președintele Comitetului Național Olimpic al Azerbaijanului. Ilham Aliyev este fiul lui Heidar Aliev, care a fost Președinte al Azerbaijanului între 1993 și 2003.
Imaginea lui Ilham Aliyev este destul de controversată, el fiind criticat că ar conduce țara într-un mod autoritar și uneori este descris de analiști și comentatori politici ca fiind „capul corupției în Europa”. Guvernul Aliev a fost clasat de Transparency International printre cele mai corupte din Europa.
În afară de limba azeră nativă, Aliyev mai vorbește engleza, franceza, rusa și turca.
În 2009 Aliyev a fost inclus în cartea «500 cei mai influenți musulmani din lume».

## Distincții și decorații

### Naționale

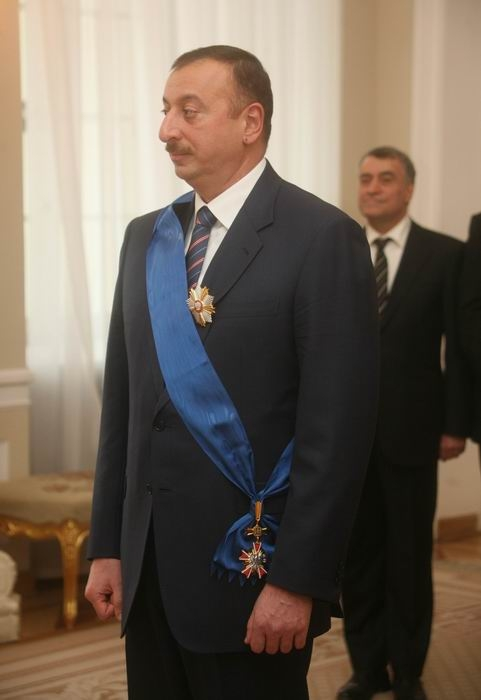
Ilham Aliev cu insigna Ordinul Meritului în timpul unei vizite în Polonia

- Azerbaidjan – Ordinul Heidar Aliyev °
- Azerbaidjan – Ordinul Sheikhulislam °

### Străine
- România – Ordinul Steaua României (2004) °
- Arabia Saudită – Ordinul Abdulaziz Al Saud (2005) °
- Georgia – Ordinul de Onoare al Georgiei °
- Franța – Mare Cruce a Legiunii de Onoare °
- Polonia – Ordinul Meritului Republicii Polonia °
- Ucraina – Ordinul Prințului Iaroslav cel Înțelept, de clasa I (2008) [16]
- Kuweit – Ordinul Mubarak cel Mare °
- Grecia – Medalia de Aur a Republicii Elene °
- Letonia – Mare Cruce a Ordinului celor Trei Stele în grad de cavaler °
- România – Ordinul Național Serviciul Credincios °
- Tadjikistan – Ordinul İsmoili Somoni °
- Turcia – Ordinul de Stat al Republicii Turcia, de clasa I (2013) [17]
- Ucraina – Ordinul Libertății (2013)[18]